# Michaił Załomin
Michaił Iwanowicz Załomin (ros. Михаил Иванович Заломин; ur. 22 grudnia 1992 r. w Sarowie) – rosyjski gimnastyk występujący w podwójnej mini trampolinie, dziewięciokrotny mistrz świata, pięciokrotny mistrz Europy, złoty i srebrny medalista World Games.